# Hollinghill
Hollinghill lub Hellinghill – civil parish w Anglii, w hrabstwie Northumberland. W 2011 civil parish liczyła 101 mieszkańców. W obszar civil parish wchodzą także Manside, Greenleighton i Fallowlees.